# Dvóriki
Dvóriki (en rus: Дворики) és un poble de l'óblast de Tula, a Rússia, segons el cens del 2010 tenia 331 habitants.